# Hocine Laribi
Pour les articles homonymes, voir Laribi.
 (janvier 2020).
Si vous disposez d'ouvrages ou d'articles de référence ou si vous connaissez des sites web de qualité traitant du thème abordé ici, merci de compléter l'article en donnant les références utiles à sa vérifiabilité et en les liant à la section « Notes et références ».
Hocine Laribi (en arabe : حسين لعريبي) est un footballeur algérien né le 17 novembre 1991 à Sour El Ghozlane, dans la wilaya de Bouira. Il évolue au poste de défenseur central au USM Khenchela.